# Lungen
Lungen är en sjö i Filipstads kommun i Värmland och ingår i Göta älvs huvudavrinningsområde. Sjön är 18,1 meter djup, har en yta på 7,15 kvadratkilometer och befinner sig 155 meter över havet. Sjön avvattnas av vattendraget Lungälven. Vid provfiske har bland annat abborre, gers, gädda och lake fångats i sjön.

## Delavrinningsområde
Lungen ingår i det delavrinningsområde (662435-139617) som SMHI kallar för Utloppet av Lungen. Medelhöjden är 202 meter över havet och ytan är 39,95 kvadratkilometer. Räknas de 2 avrinningsområdena uppströms in blir den ackumulerade arean 100,59 kvadratkilometer. Lungälven som avvattnar avrinningsområdet har biflödesordning 4, vilket innebär att vattnet flödar genom totalt 4 vattendrag innan det når havet efter 366 kilometer. Avrinningsområdet består mestadels av skog (68 procent). Avrinningsområdet har 7,16 kvadratkilometer vattenytor vilket ger det en sjöprocent på 17,9 procent.

## Fisk
Vid provfiske har följande fisk fångats i sjön:
- Abborre
- Gärs
- Gädda
- Lake
- Löja
- Mört
- Nors
- Siklöja